# جان ویچ

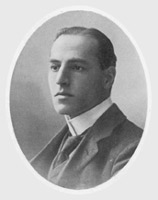
جان ویچ

جان ویچ (به انگلیسی: John Veitch) بازیکن فوتبال زادهٔ ۱۹ ژوئیه ۱۸۶۹ اهل کشور انگلستان بود که سابقهٔ بازی در تیم ملی فوتبال انگلستان را در کارنامهٔ خود دارد. وی در تاریخ ۱۲ مارس ۱۸۹۴ تنها بازی ملی خود را در مقابل تیم ملی فوتبال ولز انجام داد.
این بازیکن توانسته در این بازی ملی، ۳ گل به ثمر برساند.